# GROM
Воинское подразделение GROM имени Тихотёмных десантников Армии Краёвой (пол. Jednostka Wojskowa Grom im. Cichociemnych Spadochroniarzy Armii Krajowej) — польская воинская часть специального назначения, создана 13 июля 1990 года (войсковая часть № 2305). Входит в состав Специальных войск Польши.
Подготовлена для проведения специальных операций, включая контртеррористические, как в мирное время, так и во время кризиса или войны. С момента создания подразделение является полностью профессиональным.

## История

### История создания
В 1970-х и 1980-х годах в Польше существовало несколько подразделений специального назначения, которые были подготовлены для решения чисто военных задач (саботаж, срыв связи и т. д.) или для борьбы против терроризма. После захвата польского посольства в Берне польскими диссидентами в 1982 году, генерал Эдвин Розлубирский (Edwin Rozłubirski) предложил создать секретное военное подразделение для борьбы с угрозой терроризма и другими нетрадиционными угрозами. Однако, первоначально это предложение было отвергнуто командованием Войска Польского.
В 1989 году многим евреям было разрешено эмигрировать из Советского Союза в Израиль. Из страха перед исламскими экстремистами, выступающих против любого увеличения иммиграции в Израиль, многие западноевропейские страны решили не помогать в переправке граждан в Израиль.
Польша была одной из стран, которые оказывали помощь в организации эмиграции евреев в Израиль, позднее получившей название «операция Мост» (Operacja Most). После того, как двое польских дипломатов были застрелены в Бейруте, подполковник Славомир Петелицкий был направлен в Ливан для обеспечения безопасности перемещения гражданского населения и дипломатического представительства Польши.
После своего возвращения в Польшу он представил свой план по созданию специального подразделения Министерстве внутренних дел, силы которого будут проходить подготовку для специальных операций по защите эмиграции евреев. Его идеи были восприняты положительно, и 8 июля 1990 года была создана GROM. Эта группа была скрыта под именем Jednostka Wojskowa 2305 (JW 2305), Войсковая часть № 2305. Название переводится из-за все ещё действующей тайны как «Grupa Reagowania Operacyjno Manewrowego», рус. Группа оперативно-маневренного реагирования.
Эта группа провела защиту транзита евреев из Советского Союза в Израиль.
Славомир Петелицкийстал первым командиром подразделения. Как офицер, специализирующийся на разведке (SB MSW) и диверсионных акциях, он идеально подходил для наблюдения за зарождающимся формированием. Он собрал вокруг себя группу единомышленников солдатов-профессионалов, офицеров-профессионалов (спецслужб и Вооружённых Силы Польши) и постановил об отборе солдат, которые будут пригодны для участия в специальных операциях. Из-за высоких рисков, связанных со специальной службой, было принято решение о том, что все кандидаты должны быть профессиональными солдатами.
Все новобранцы из первой партии прибыли из различных уже существующих специальных подразделений Польских вооружённых сил, таких как:
- 1-й отдельный штурмовой батальон из Люблинца (1 Samodzielny Batalion Szturmowy)
- 6-я Десантно-штурмовая бригада (6 Brygada Desantowo-Szturmowa)
- Польские военные водолазы
- Антитеррористические подразделения полиции
- Специальные команды различных подразделений
- Разведывательные команды различных подразделений

Из всех новобранцев, только небольшой группе удалось пройти обучение на основе опыта SAS и психологических тестов. Многие из первых инструкторов прошли обучение в специальных подразделениях Великобритании и США.
В первые несколько лет с момента создания, Grom являлся секретным и неизвестным общественности. Впервые отряд был упомянут в сообщениях прессы в 1992 году и стал известен общественности в 1994 году, после своей первой крупной военной операции на Гаити. До 1 октября 1999 года JW 2305 был подчинён министерству внутренних дел Польши, затем командование было передано армии.
В январе 2008 года JW Grom была подчинена новому, четвёртому виду Вооружённых сил Республики Польша — Специальным войскам Польши (пол. Wojska Specjalne).

## Современное состояние
В настоящее время JW Grom сотрудничает с другими спецподразделениями Польши: 1 Pułk Specjalny Komandosów — 1-м Специальным полком коммандос из Люблинца и «Формоза» — морским подразделением специального назначения. Также налажено сотрудничество с аналогичными подразделениями других стран НАТО, например:
- Английским SAS
- Английским SBS
- Американскими силами специального назначения («Зелёные береты»)
- Американским спецподразделением Дельта Армии США
- Американским спецназом Военно-морских сил США — SEALs — «Морские Котики»
- Итальянским 9-м десантно-штурмовым полком «Col Moschin»
- Немецким GSG 9
- Немецким KSK
- Нидерландским BBE
- Канадским JTF2

## Организационная структура
Личный состав делится на так называемых операторов и силы поддержки. Последние включают аналитиков, специалистов в области электроники, компьютерных технологий, взрывчатых веществ, а также техников. Именно благодаря им возможно взаимодействие отдельных групп. Группы, изначально сформированные из четырёх команд могут, при необходимости, образовывать более крупные группы. Эти группы состоят из хорошо обученных и оснащённых солдат, каждый из которых обладает двумя специальностями, например радио-телеграфист, снайпер, сапёр, химик, медик, водитель. Кроме того, каждый проходит курс общей подготовки.

### Численность
Точная структура и численность JW Grom засекречены.
По состоянию на 2005 год, численность оценивалась в 270 человек, по состоянию на 2012 год — около 800 человек.

### Командующие JW Grom
| Звание      | Имя                                        | Вступил в должность | Покинул должность |
| ----------- | ------------------------------------------ | ------------------- | ----------------- |
| ген.-майор  | Славомир Петелицкий (Sławomir Petelicki)   | 13 июля 1990        | 19 декабря 1995   |
| ген.-майор  | Мариан Совиньский (Marian Sowiński)        | 19 декабря 1995     | 6 декабря 1997    |
| ген.-майор  | Славомир Петелицкий (Sławomir Petelicki)   | 6 декабря 1997      | 17 сентября 1999  |
| полк. (płk) | Здзислав Журавский (Zdzisław Żurawski)     | 17 сентября 1999    | 26 мая 2000       |
| полк.       | Роман Полько (Roman Polko)                 | 26 мая 2000         | 11 февраля 2004   |
| полк.       | Тадеуш Сапежиньский (Tadeusz Sapierzyński) | 11 февраля 2004     | 24 февраля 2006   |
| ген.-майор  | Роман Полько (Roman Polko)                 | 24 февраля 2006     | 8 ноября 2006     |
| полк.       | Пётр Паталёнг (Piotr Patalong)             | 8 ноября 2006       | 25 марта 2008     |
| полк.       | Ежи Гут (Jerzy Gut)                        | 25 марта 2008       | 24 июля 2008      |
| полк.       | Дариуш Завадка (Dariusz Zawadka)           | 24 июля 2008        | 6 августа 2010    |
| полк.       | Ежи Гут (Jerzy Gut)                        | 6 августа 2010      | 28 июля 2011      |
| полк.       | Пётр Гонстал (Piotr Gąstał)                | 28 июля 2011        | по наст.          |

### Известные операции
- защита транзита евреев из СССР в Израиль (Operacja Most).
- осень 1994 — операция «Поддержка демократии» на Гаити. Отряд был награждён американской Похвальной медалью, это первый случай, когда иностранному подразделению выразили доверие подобным образом;
- 27 июня 1997 года — задержание Славко Докмановича, одного из участников войны в Хорватии (Operacja Little Flower)
- 1996—1998 — операция UNTAES, проведение демилитаризации территории восточной Хорватии, поиск вооружения, техники и военного снаряжения;
- конец 1990-х — поиск обвиняемых в военных преступлениях в бывшей Югославии;
- с 2001 — участие в операции «Несокрушимая свобода» и войне в Афганистане;
- с марта 2003 — участие в операции «Свобода Ираку»[3]. Подразделение действовало в основном вблизи Басры на юге Ирака.

## Задачи JW Grom
1. антитеррористические операции — в том числе освобождение заложников, транспортных средств (автомашин, автобусов, поездов, самолётов, судов), зданий и иных объектов инфраструктуры, захваченных террористами;
2. эвакуация гражданских лиц из зоны военных действий, захваченных посольств или иных объектов;
3. проведение разведывательных операций. Сюда относят получение всей необходимой, с военной точки зрения, информации по группировке противника. Оценка эффективности действий собственных войск, а также эффективности применения новых видов вооружения.
4. проведение боевых поисково-спасательных операций — например, эвакуации экипажей самолётов, сбитых над территорией противника.
5. DA — (от англ. Direct Action) — непосредственное воздействие. Подготовка засад, уничтожение указанных объектов или транспортных средств, пресечение транспортировки оружия. Диверсии в аэропортах и портах противника. Ликвидация деятельности командных пунктов, узлов и средств связи, энергоснабжения. Проведение операций парализующих действия противника, к которым относятся минирование района, создание паники.
6. MS — (от англ. Military Support) — военная поддержка — подготовка войск для поддержания мира, в частности, польских подразделений. Консультации и помощь союзникам во времена кризисов и войн.
7. UW — (от англ. Unconventional Warfare) — нестандартные боевые действия.

## Подготовка
Кандидаты, желающие служить в JW 2305 обязаны пройти психологические тесты и тест на выносливость, наряду с так называемым «тестом истины», физическим и психологическим изнурительным полевым испытанием, направленным на отсеивание слабых кандидатов.
Солдаты JW Grom тренируются с лучшими специальными подразделениями в мире.
Подготовка солдат JW Grom включает в себя разнообразные дисциплины. Все они проходят особую подготовку по борьбе с терроризмом и проведению специальных операций, а также по подводному плаванию, снайперской стрельбе и прыжкам с парашютом. В команде состоящей из четырёх человек, каждый военнослужащий должен быть готов, если потребуется, принять на себя соответствующие обязанности его коллег. Примерно 75 % личного состава бойцов боевых групп готовят как парамедиков. Кроме того, каждая группа имеет поддержку со стороны ряда профессиональных врачей. Также, предполагается, что некоторые оперативные работники JW Grom хорошо владеют двумя иностранными языками.
В отличие от специализированных подразделений, подчинённых полиции, личный состав части, главным образом, подготавливается для ликвидации террористов, а не их захвата.

## Экипировка JW Grom
Для скрытного передвижения под водой подразделением из г. Гданьск используются кислородные аппараты замкнутого типа «OXY-NG2» французского производства.
С 2007 года Формирование использует камуфляж под названием «Camogrom» аналог расцветки Crye Precision Multicam (USA).

## Вооружение
В начале 1990-х годов, в первые годы существования на вооружении отряда находилось вооружение польского и советского производства, в том числе польские пистолеты wz.83, пистолет-пулемёты PM-84 Glauberyt, польские автоматы kbk wz.88 Tantal и subkbk wz.89 Onyks, а также kbs wz.96 Beryl, пулемёты ПКМ и UKM-2000, гранатомёты РПГ-7 и РПГ 76 «Комар»…
В дальнейшем, на вооружение отряда начали закупать оружие производства западных стран, в том числе:
- пистолеты: Glock 17, SIG-Sauer P228, H&K USP Tactical, Desert Eagle - последний, вероятнее всего, в калибре .357.
- пистолеты-пулемёты: UZI, позднее HK MP5, FN P90.
- помповые ружья: Remington 870.
- автоматы:
  - в настоящее время на вооружении состоят в основном автоматы Colt M4 с системой RIS. С 2008 года их постепенно начали заменять на HK 416, причем предпочтение было отдано укороченному варианту HK 416D10RS с длиной ствола 264 мм.
  - в небольшом количестве для испытаний были закуплены также FN F2000, HK G36, SIG-Sauer 551 и Steyr AUG, но они не получили широкого применения.
- снайперские винтовки: Mauser 86 SR \ Mauser SP66, HK PSG1, PGM Mini-Hecate .338, Remington 700, M21, SR-25, Barrett M82, Sako TRG, Intervention
- пулемёты: 5,56-мм FN Minimi Para и, возможно, пулеметы FN Minimi 7.62 под патрон 7.62х51 НАТО[6].
- Гранатомёты: M203, Carl Gustaf M2, HK MZP-1 (HK-69 для полиции), HK AG36

Тяжелая огневая поддержка обеспечивается крупнокалиберными пулеметами: 12,7-мм пулемётами НСВ и британской модификацией пулемёта M2HB-QCB фирмы «Manroy».